# Звяра в Изтока
Звяра в Изтока е кеч събитие, продуцирано от WWE.
Провежда се на 4 юли 2015 г. на Ryōgoku Kokugikan в Сумида, Токио, Япония. Излъчва се на живо по WWE Network и J Sports в Япония. Повторенията се излъчват по J Sports 4. Допълнително, те са налични по WWE Network и J Sports. Това е първото живо събитие на WWE, излъчено от Япония. Достъпно е за абонирани към WWE Network, в повече от 140 страни.
Седем мача се провеждат по време на шоуто, два от които са излъчени само по J Sports. В главния мач Джон Сина и Долф Зиглър побеждават Кейн и Крал Барет. В другите мачове, Крис Джерико се бие в първия си мач по телевизията, от както Нощта на шампионите срещу Невил, Фин Бáлър побеждава Кевин Оуенс, печелейки Титлата на NXT и Брок Леснар побеждава Кофи Кингстън.

## Заден план
Звяра в Изтока включва кеч мачове с участието на различни борци от вече съществуващи сценични вражди и сюжетни линии, които се изиграват по Първична сила, Разбиване и NXT. Борците са добри или лоши, тъй като те следват поредица от събития, които са изградили напрежение и кулминират в мач или серия от мачове.
На 28 май 2015, е обявено че Брок Леснар ще се появи на живо събитие на 4 юли в Япония. Това е първият мач на Леснар, който не е на турнир откакто 2004. Леснар поисква място в шоуто, така че той и Брад Рейнганс да могат да отидат в Токио да посетят Маса Сайто, който е в лошо състояние. WWE тогава пускат видео, споменаващо че шоуто вече няма да е хаус шоу, и ще се излъчва на живо по WWE Network. Ден по-късно, WWE обявяват всеки мач от шоуто. Един от тези мачове, Нов Ден срещу Тайсън Кид и Сезаро, не може да се проведе, заради травмата на Тайсън Кид, която не му позволява да се бие за повече от година. Кид и Сезаро са заместени от Луча Драконите.
Кевин Оуенс защитава Титлата на NXT срещу Фин Бáлър на събитието. На NXT Завземане: Враг през февруари 2015, Оуенс печели Титлата на NXT, докато Бáлър печели турнир и става главния претендент за титлата. На 25 март, в епизод на NXT, Оуенс надделява над Бáлър, който няма 'Демонската' си боя, казвайки че не се нуждае от 'Демона' за да победи шампиона; в мача Оуенс получава надмощие заради неистинска контузия на коляното. Обаче, Бáлър получава друг шанс за титлата на NXT Завземане: Неудържими през май, когато побеждава Тайлър Брийз. Бáлър зарича, че на Звяра в Изтока Оуенс ще 'срещне Демона'.
Идео Итами и Тацуми Фуджинами също са споменати за поява.

## Резултати
| №                                                                        | Резултати                                                                        | Правила                                        | Време |
| ------------------------------------------------------------------------ | -------------------------------------------------------------------------------- | ---------------------------------------------- | ----- |
| 1Т                                                                       | Сезаро победи Диего чрез предаване                                               | Индивидуален мач                               | 8:13  |
| 2Т                                                                       | Луча Драконите (Калисто и Син Кара) победиха Нов Ден (Големият И и Ксавиер Уудс) | Отборен мач                                    | 6:31  |
| 3                                                                        | Крис Джерико победи Невил чрез предаване                                         | Индивидуален мач                               | 16:20 |
| 4                                                                        | Ники Бела (ш) победи Тамина и Пейдж                                              | Мач Тройна заплаха за Титлата на дивите на WWE | 7:03  |
| 5                                                                        | Брок Леснар победи Кофи Кингстън                                                 | Индивидуален мач                               | 2:36  |
| 6                                                                        | Фин Бáлър победи Кевин Оуенс (ш)                                                 | Индивидуален мач за Титлата на NXT             | 19:25 |
| 7                                                                        | Джон Сина и Долф Зиглър победиха Кейн и Крал Барет                               | Отборен мач                                    | 23:50 |
| - (ш) – указва шампиона/шампионите в мача - Т – показва, че мача е тъмен |                                                                                  |                                                |       |

1. 1 2  Този мач е излъчен само в Япония като част от шоуто по J Sports.